# Partido de la Unión Democrática (Siria)

Bandera de Rojava, propuesta por el PYD.

El Partido de Unión Democrática (en kurdo: Partiya Yekîtiya Demokrat, PYD; en árabe: حزب الاتحاد الديمقراطي, Ḥizb Al-Ittiḥad Al-Dimuqraṭiy) es un partido político fundado en 2003 por nacionalistas kurdos del norte de Siria. Su brazo armado en la Guerra Civil Siria son las Unidades de Protección Popular y las Unidades Femeninas de Protección.
Es el principal partido político de la Administración Autónoma del Norte y Este de Siria. El ingeniero químico Saleh Muslim se convirtió en su presidente en 2010 y Asiyah Abdullah en su copresidente en junio de 2012.

## Ideología
En su sitio web, el PYD se describe a sí mismo como creyente en "la igualdad social, la justicia y la libertad de creencia", así como también "el pluralismo y la libertad de los partidos políticos". Se describe a sí mismo como "luchando por una solución democrática que incluye el reconocimiento de los derechos culturales, nacionales y políticos, y desarrolla y mejora su lucha pacífica para poder gobernarse a sí mismos en una sociedad multicultural y democrática". El PYD es miembro de varias organizaciones, por ejemplo, la Unión de Comunidades de Kurdistán (KCK). El PYD ha adoptado el Confederalismo Democrático como una de sus ideologías y ha implementado ideas de Murray Bookchin y Abdullah Öcalan en Rojava, donde cientos de comunas basadas en barrios se han establecido en los tres cantones de Rojava.
Al igual que el paraguas KCK en general, y aún más, el PYD es crítico con cualquier forma de nacionalismo, incluido el nacionalismo kurdo. Esta política está en marcado contraste con las visiones nacionalistas kurdas del Consejo Nacional Kurdo

## Historia

### Origen y fundación
Mientras que el gobierno sirio Ba'ath siempre fue opresivo con su propia minoría kurda, el expresidente Hafiz al-Assad apoyó a las facciones kurdas en los vecinos países de Irak y Turquía para ejercer presión sobre los rivales regionales. En 1975, Assad ofreció al líder kurdo iraquí Jalal Talabani un refugio seguro en Damasco para fundar su nueva Unión Patriótica de Kurdistán (PUK). Desde la década de 1980, Assad también apoyó al Partido de los Trabajadores del Kurdistán (PKK) contra su rival regional, Turquía, hasta que cedió ante la presión de Ankara y buscó mejores relaciones políticas y económicas.
En 1998, el gobierno sirio prohibió los partidos políticos y organizaciones kurdas, incluidos el PUK y el PKK. Cinco años después, el PYD fue fundado por kurdos sirios. En el mismo año, Salih Muslim abandonó el Partido Democrático de Kurdistán de Siria (KDP-S), una filial del Partido Democrático de Kurdistán de Irak y se unió al recientemente formado PYD. Según el Centro Carnegie Middle East, el PYD sufrió años de represión violenta a manos del régimen sirio.
Fuentes turcas han afirmado que el PYD fue fundado en secreto en 2003 por el PKK, mientras que otras fuentes lo describieron como un partido político común fundado por separatistas kurdos.

### Activismo subterráneo y represión estatal (2004-2010)
Aunque las fuerzas de seguridad sirias ya habían estado apuntando durante años contra los miembros de los partidos políticos kurdos y las organizaciones que se quedaron en Siria, el PYD fue objeto de una intensa persecución tras los disturbios de Qamishli en el norte de Siria. Según Human Rights Watch, el gobierno sirio vio el partido como una amenaza particular debido a su "capacidad para movilizar grandes multitudes", y sospechó que organizaba numerosas manifestaciones. Por lo tanto, muchos activistas del PYD encarcelados después del levantamiento no recibieron la amnistía que Bashar al-Assad otorgó a otros detenidos kurdos como un gesto de buena voluntad posterior.
El 2 de noviembre de 2007, los activistas del PYD organizaron grandes manifestaciones en Qamishli y Kobanê, atrayendo a cientos de kurdos para protestar contra las amenazas turcas de invadir el Kurdistán iraquí y el apoyo de Siria a la decisión de Turquía. Las fuerzas de seguridad, incluida una unidad traída desde Damasco, dispararon gases lacrimógenos en un esfuerzo por dispersar a la multitud. Cuando, según los informes, algunos manifestantes comenzaron a resistir arrojando piedras, la policía abrió fuego con munición real, matando a uno y dejando heridos al menos a otros dos. Decenas de kurdos (entre ellos mujeres y niños) fueron detenidos en la represión policial subsiguiente. La mayoría fueron liberados pronto, pero 15 activistas, tres de ellos funcionarios del partido, permanecieron encarcelados y fueron enviados a un tribunal militar por diversos cargos.
Desde 2006 hasta el 14 de abril de 2009, al menos dos docenas de activistas del PYD fueron formalmente juzgados ante un tribunal de seguridad especial, algunos recibieron sentencias de cinco a siete años por ser miembros de una "organización secreta" y buscar "cortar parte de la tierra siria". para unirlo a otro país ". Muchos otros fueron detenidos, a menudo en condiciones severas y sin derechos legales básicos: algunos de los liberados informaron que permanecieron recluidos en régimen de aislamiento prolongado e incluso sometidos a tortura física y mental. Las fuerzas de seguridad sirias también a menudo seguían hostigando a los activistas y sus familias incluso después de su liberación. Si bien se emplearon métodos similares contra muchos prisioneros y activistas kurdos en Siria, Human Rights Watch señaló que las fuerzas de seguridad tendían a reservar sus tratamientos más duros para los miembros del PYD.

### Conflicto en Siria y politécnica Rojava (2011-presente)

#### Postura en las primeras etapas del conflicto (marzo de 2011-julio de 2012)
Con el estallido de manifestaciones antigubernamentales en Siria a principios de 2011, el PYD se unió al Movimiento Patriótico Kurdo en mayo, y fue miembro fundador del Organismo Nacional de Coordinación para el Cambio Democrático en julio y del Consejo Popular del Kurdistán Occidental alineado con KCK en diciembre. A diferencia de la mayoría de los demás partidos sirios kurdos, inicialmente no se unió al Consejo Nacional Kurdo (KNC) cuando se formó en octubre de 2011, pero acordó cooperar con el KNC y, como resultado, se fundó el Comité Supremo Kurdo. [5] Aunque criticó al gobierno sirio, el PYD también criticó a la oposición siria, incluido el Consejo Nacional Sirio(SNC), que acusó de actuar en interés de Turquía. [5] La falta de voluntad del SNC para apoyar la autonomía kurda llevó a todos menos uno de sus partidos curdos a partir en febrero de 2012. [11] Más de 640 prisioneros relacionados con PYD fueron liberados por el aparato de seguridad sirio en 2011, la mayoría de los cuales regresaron al norte. [12]

#### Afirmación de control en Rojava (julio de 2012 a julio de 2013)
Las Unidades de Protección del Pueblo (YPG) fueron inicialmente formadas por el Partido de la Unión Democrática (PYD)
A mediados de 2012, el Consejo Popular del Kurdistán Occidental firmó un acuerdo con el Consejo Nacional Kurdo (KNC), formando un Consejo Supremo Kurdo conjunto (Comité Supremo Kurdo) y acordó cooperar en la seguridad de las áreas kurdas, formando Unidades de Protección del Pueblo (YPG). Esto siguió a una "decisión operacional tomada por el régimen de Assad a mediados de julio de 2012 para retirar la mayoría de sus fuerzas de las áreas kurdas de Siria" (dejando una fuerte presencia solo en Qamishli y Al-Hasakah ), provocada por una gran ofensiva de oposición contra la capital, Damasco. De acuerdo con elCarnegie Middle East Center, "A pesar de estos acuerdos, el Consejo Nacional Kurdo acusó al PYD de atacar a los manifestantes kurdos, secuestrar a miembros de otros partidos kurdos de oposición y establecer puestos de control armados a lo largo de la frontera con Turquía". A mediados de 2012, Reuters citó informes no confirmados de que las ciudades de Amuda, Derik, Kobani y Afrin estaban bajo el control del PYD. [14] Abdelbasset Seida, jefe del opositor Consejo Nacional de Siria, reclamó en julio de 2012 después de una reunión con el ministro de Asuntos Exteriores de Turquía Ahmet Davutoğluque el ejército sirio había entregado el control de ciertas partes del noreste de Siria al PYD. Se dice que el supuesto control del PYD sobre ciertas áreas condujo a disputas y enfrentamientos entre el PYD, el KNC y el Consejo Nacional Sirio.
El PYD pronto se convirtió en la fuerza dominante en la oposición kurda, con sus miembros ejecutando puestos de control en las principales carreteras y entradas a las ciudades kurdas. Según el acuerdo con el KNC, las ciudades que caen bajo el control de las fuerzas kurdas sirias serían gobernadas conjuntamente por el PYD y el KNC hasta que se pueda celebrar una elección. Sin embargo, el PYD rápidamente abandonó la coalición con tribalistas nacionalistas kurdos con el objetivo de crear una sociedad y una política poliétnica y progresista en la región de Rojava.

#### Se mueve hacia la autonomía oficial (julio de 2013-presente)
En noviembre de 2013, el PYD anunció un gobierno interino, dividido en tres áreas autónomas o cantones no contiguos, Afrin, Jazira y Kobani. Los medios de izquierda comentaron que "los rebeldes kurdos están estableciendo el autogobierno en la Siria devastada por la guerra, parecida a la experiencia zapatista y brindando una alternativa democrática para la región".
El Movimiento por una Sociedad Democrática (TEV-DEM), dirigido por el Partido de la Unión Democrática (PYD), es la coalición política que gobierna Rojava. Según Zaher Baher del Grupo de Solidaridad Haringey, el TEV-DEM liderado por el PYD ha sido "el órgano más exitoso" en Rojava porque tiene la "determinación y el poder" de cambiar las cosas, incluye a muchas personas que "creen en el trabajo voluntario". en todos los niveles de servicio para que el evento / experimento sea exitoso ".
El sistema de gobierno comunitario de Rojava se centra en la democracia directa. Se ha descrito que el sistema persigue "una forma de gobierno democrático directo de estilo ateniense desde la base hacia arriba ", y contrasta las comunidades locales que asumen la responsabilidad con los gobiernos centrales fuertes que favorecen muchos estados. En este modelo, los estados se vuelven menos relevantes y las personas gobiernan a través de los consejos. Su programa inmediatamente tuvo como objetivo ser "muy inclusivo" y se involucraron personas de diferentes orígenes, incluyendo kurdos, árabes, asirios, turcomanos sirios y yazidíes (de musulmanes, cristianos).y grupos religiosos Yazidi). Buscaba "establecer una variedad de grupos, comités y comunas en las calles en barrios, pueblos, condados y ciudades pequeñas y grandes en todas partes". El propósito de estos grupos era reunirse "todas las semanas para hablar sobre los problemas que las personas enfrentan en el lugar donde viven". Los representantes de los diferentes grupos comunitarios se reúnen 'en el grupo principal en las aldeas o pueblos llamados la' 'Casa del Pueblo' '. Como observó un informe de septiembre de 2015 en el New York Times :
Para un ex diplomático como yo, lo encontré confuso: seguí buscando una jerarquía, el líder singular, o signos de una línea del gobierno, cuando, de hecho, no había ninguno; solo había grupos. No había nada de esa asfixiante obediencia al partido, ni la obsecuente deferencia hacia el "gran hombre", una forma de gobierno demasiado evidente al otro lado de las fronteras, en Turquía al norte, y el gobierno regional kurdo de Irak al sur. La confianza en la asertividad de los jóvenes fue sorprendente
Las leyes civiles de Siria son válidas en Rojava, en la medida en que no entren en conflicto con la Constitución de Rojava. Un ejemplo notable de enmienda es la ley de familia, donde Rojava proclama la igualdad absoluta de las mujeres ante la ley y la prohibición de la poligamia. Por primera vez en la historia de Siria, se permite y promueve el matrimonio civil, un movimiento significativo hacia una sociedad abierta secular y matrimonios mixtos entre personas de diferentes religiones.
En 2012, el PYD lanzó lo que originalmente llamó el Plan de Economía Social, más tarde renombrado Plan de Economía Popular (PEP). Las políticas de PEP se basan principalmente en el trabajo de Abdullah Öcalan y, en última instancia, intentan ir más allá del capitalismo a favor del Confederalismo Democrático. La propiedad privada y el espíritu empresarial están protegidos por el principio de "propiedad por uso", aunque responden ante la voluntad democrática de los consejos locales organizados. La Dra. Dara Kurdaxi, economista de Rojavan, ha dicho que "el método en Rojava no es tanto contra la propiedad privada, sino que tiene el objetivo de poner la propiedad privada al servicio de todos los pueblos que viven en Rojava".
En noviembre de 2022, se produjo un atentado con bomba en el distrito Beyoğlu de Estambul en Turquía, que mató a 6 personas e hirió a 81 en el ataque. Algunos funcionarios turcos dijeron que sospechaban del PYD por el ataque.

### Conflicto con Turquía
Más información: conflicto kurdo-turco (1978-presente) y conflicto kurdo-turco (2015-presente)
Durante los primeros años de la guerra civil siria, Turquía permitió que el líder y los miembros del PYD usen suelo turco sin restricciones. Los ministros turcos se habían reunido varias veces con el líder del PYD, Salih Muslem. La relación del gobierno turco con los kurdos se ha deteriorado desde el asedio de Kobanî, cuando Turquía se negó a ayudar a los combatientes kurdos contra el ISIS y permitió que los kurdos turcos apoyaran a los kurdos sirios contra el ISIS. Hubo disturbios en todo el país donde los manifestantes protestaron contra el gobierno. Se culpó a una serie de ataques en Turquía del PKK y se bombardearon bastiones kurdos en respuesta, lo que llevó al PKK a anunciar el fin del cese del fuego negociado. A pesar de su aparente fortaleza actual en Siria, el líder del grupo, Salih Muslim, afirma que el grupo desea la autonomía kurda dentro de una nueva Siria democrática en lugar de la independencia kurda.
Después de que Turquía cambió su punto de vista hacia el PYD, acusó al PYD de ser una rama del PKK y desde entonces el PYD ha tenido malas relaciones con Turquía, que actualmente ve al PYD como una mera rama siria del PKK. El presidente turco Erdogan amenazó con no permitir la creación de un área autónoma kurda en Siria. Erdogan también considera que los logros territoriales recientes del PYD son el resultado de una transferencia deliberada de Assad al PYD.
Según Reuters, el PYD no fue invitado a una reunión entre el ministro de Asuntos Exteriores de Turquía, el Consejo Nacional Sirio y el Consejo Nacional Kurdo para discutir el futuro de Siria. Esto ha llevado a algunos a sugerir que el gobierno turco está tratando de alentar la marginación del PYD en la oposición kurda debido a los vínculos del grupo con el PKK. Muslim sostuvo conversaciones con funcionarios turcos en julio de 2013 con respecto a la búsqueda de autonomía dentro de Siria. Según algunos funcionarios, las demandas de Turquía incluyen que el PYD no busque una región autónoma mediante la violencia, no dañe la seguridad fronteriza turca y se oponga firmemente al gobierno sirio.
El presidente de Turquía, Recep Tayyip Erdoğan, declaró en agosto de 2016 que "el exterminio del PYD" es un objetivo político del gobierno de Turquía. La oposición siria acusó al PYD de ser responsable del asesinato en octubre de 2011 del líder de KNC Mashaal Tammo, mientras que el PYD mantuvo que Turquía era responsable y el hijo de Mashaal Tammo acusó al régimen sirio. Sin embargo, en octubre de 2012, el canal de televisión saudita Al-Arabiya publicó documentos que presuntamente demostraban que Bashar al-Assad se había comprometido con el Directorado de Inteligencia de la Fuerza Aérea para asesinar a Tammo.